# Betaxolol
A betaxolol szelektív β1-blokkoló. Magas vérnyomás és zöld hályog elleni gyógyszer.

## Hatásmód magas vérnyomás ellen
Az adrenerg β1-receptorok többsége a szívritmust szabályozó sejtekben és a szívizomsejtekben találhatók. Az adrenalint (vagy noradrenalint) érzékelve a receptorok gyorsabb szívritmusra és erősebb izomösszehúzódásra késztetik a szívet.
A betaxolol akadályozza a β1-receptorok működését, ezáltal csökkenti a pulzust és a szívdobbanás erősségét. Ezzel a szív oxigénfelhasználása is javul. Ez a hatás csökkenti a koszorúérproblémák okozta oxigénhiányt, és az annak következtében létrejövő mellkasi fájdalmat (angina pectorist).

## Hatásmód zöldhályog ellen
A betaxolol csökkenti a szem belső nyomását. Ez a hatás nem magyarázható a β1-receptorok gátlásával. A pontos mechanizmus nem ismert, de a kutatások arra utalnak, hogy a vérnyomáscsökkentő hatáson felül javítja a szem fő artériáinak keringését, valószínűleg a Ca2+-csatornák gátlásával, melynek hatására a szem ereinek falában levő simaizmok elernyednek. Ezen felül a betaxolol a kísérletek szerint javítja a retina érzékenységét, és védi a szem idegeit is.

## Készítmények
Magyarországon forgalmazott készítmények
- zöldhályog ellen
  - BETOPTIC 2,5 mg/ml szuszpenziós szemcsepp
  - BETOPTIC 5 mg/ml oldatos szemcsepp
  - HUMA-BETAXOLOL 0,5% szemcsepp
- magas vérnyomás ellen
  - LOKREN 20 mg filmtabletta

A nemzetközi gyógyszerkereskedelem számos más készítményt is forgalmaz.